# Yanbo
Yanbo, Yambo, Yanbu (àrab: ينبع, Yanbuʿ; antigament Yanbu al-Bahr, ‘font de la mar’ i Sharm Yanbu, ‘badia de Yanbu’, amb una vila interior coneguda com a Yanbu al-Nakhl, ‘Yanbu de les Palmeres’), és un port de la mar Roja, a l'Aràbia Saudita, província de Medina a uns 350 km al nord de Jiddah. La població el 2004 era de 188.430 habitants, una gran part emigrants asiàtics o d'altres llocs. Avui dia és terminal de petroliers, i té una refineria de petroli i altres plantes petroquímiques, sent el segon port del país després de Jeddah i és considerada el port de Medina (a 160 km a l'est). La ciutat gaudeix d'un aeroport internacional (obert el 2009). Hi ha també una base naval militar anomenada al-Minhalapin. El nom podria derivar de yanbu (pous) pels nombrosos pous existent als penya-segats marítims de Radwa.

## Història
Es creu que és la ciutat anomenada Iambia Köme per Claudi Ptolemeu. Abans de l'islam era el centre del culte al déu Suwa. Fou conquerida per Mahoma que hauria dirigit la pregària a la mesquita de la ciutat, que aleshores era la llar dels Banu Djuhayna. Estava defensada per una poderosa fortalesa; la vida era agradable i fàcil mercès a les nombroses palmeres; alguns geògrafs esmenten mines d'or no gaire lluny (a mig camí d'al-Marwa, potser una vila anomenada Dhu l-Marwa al uadi Kura); també s'esmenten lluites entre xiïtes i sunnites; va acabar substituint a al-Djar com a port de Medina.
Qatada ibn Idrís, l'ancestre dels xerifs de la Meca, va néixer a Yanbu el 1145/1146; la ciutat, on tenia una fortalesa, li va servir de base per la conquesta de la Meca el 1202. El 1503 hi havia un emir a Yanbu, dependent del xerif. El 1583 els otomans van restaurar la fortalesa. El 1807 el viatger català Alí Bei va passar per Yanbo i va descriure tant l'emmurallada Ienboa lo Bahar o de la mar, com l'enjardinada ciutat de Ienboa en Nahal o de les palmeres. El 1816 hi va desembarcar Ibrahim Paixà d'Egipte per lluitar contra els wahhabites i li va servir de punt de sortida per marxar contra al-Diriyya. El 1819 l'anglès F. Forster descriu Yanbu com un port miserable; la població vivia del comerç entre Medina i la ciutat de Suez.
A l'inici del segle XX comptava amb quatre o cinc mil habitants però aviat va baixar a 1.500 quan es va obrir el ferrocarril del Hijaz i només augmentava als moments que hi arribaven pelegrins. L'acollida de pelegrins (i la seva sortida) i la venda de dàtils foren la seva base econòmica fins avançat el segle xx. El 1975 el rei va ordenar crear una ciutat industrial a Yanbu i una d'idèntica Jubayl, al golf Pèrsic; llavors va fer un ràpid desenvolupament i el 1993 superava els 40.000 habitants.